# Società Polisportiva Ars et Labor 2001-2002
Questa pagina raccoglie le informazioni riguardanti la Società Polisportva Ars et Labor nelle competizioni ufficiali della stagione 2001-2002.

## Stagione
Nella stagione 2001-2002 la SPAL riparte da Mauro Melotti in panchina, confermando i pezzi pregiati Davide Carrus e Sergio Pellissier ed inserendo in regìa Roberto Romualdi. I risultati non sono però quelli attesi, la classifica si fa presto preoccupante e come spesso succede viene esonerato l'allenatore. Accade a fine novembre, dopo la sconfitta (1-0) di Pisa.
Per sostituirlo, la scommessa del direttore sportivo Giovanni Botteghi si chiama Fabio Perinelli: l'ex fantasista biancazzurro degli anni '80 allena nel settore giovanile spallino e viene promosso in prima squadra. L'impatto è molto positivo, Perinelli mette in campo il suo calcio d'attacco, arioso ed efficace. Quattro vittorie e due pareggi sono però una schiarita troppo breve, così quando i risultati tornano ad essere negativi viene richiamato Mauro Melotti. La sua sarà una missione a termine, che si conclude con il dodicesimo posto finale con un bottino di 41 punti, solo quattro punti sopra la zona Play-off. All'orizzonte calcistico della Spal si annuncia la fine di un'epoca e un tempo di grossi cambiamenti. 
Nella Coppa Italia di Serie C la squadra ferrarese ha vinto ad agosto il girone E di qualificazione, superando la Cremonese, il Mantova, la Poggese ed il Trento, con 7 punti giunge alla pari con Mantova e Cremonese, ma è in vantaggio nella classifica avulsa degli scontri diretti, poi nei sedicesimi di finale, esce dal torneo, perdendo il doppio confronto con il Lumezzane.

## Rosa
| N. |                   | Ruolo | Calciatore          |
| -- | ----------------- | ----- | ------------------- |
|    | Italia (bandiera) | D     | Simone Airoldi      |
|    | Italia (bandiera) | C     | Paolo Andreotti     |
|    | Italia (bandiera) | A     | Vincenzo Aurino     |
|    | Italia (bandiera) | D     | Nicola Binchi       |
|    | Italia (bandiera) | C     | Stefano Botteghi    |
|    | Italia (bandiera) | A     | Emanuele Cancellato |
|    | Italia (bandiera) | C     | Francesco Cardillo  |
|    | Italia (bandiera) | C     | Davide Carrus       |
|    | Italia (bandiera) | A     | Raffaele Cerbone    |
|    | Italia (bandiera) | A     | Giovanni Di Somma   |
|    | Italia (bandiera) | D     | Andrea Ghetti       |
|    | Italia (bandiera) | C     | Daniele Giraldi     |
|    | Italia (bandiera) | P     | Alessandro Leopizzi |
|    | Italia (bandiera) | C     | Massimiliano Longhi |

| N. |                   | Ruolo | Calciatore        |
| -- | ----------------- | ----- | ----------------- |
|    | Italia (bandiera) | D     | Giacomo Mignani   |
|    | Italia (bandiera) | C     | Fabiano Mistretta |
|    | Italia (bandiera) | D     | Marco Morbiducci  |
|    | Italia (bandiera) | D     | Enrico Morello    |
|    | Italia (bandiera) | A     | Sergio Pellissier |
|    | Italia (bandiera) | P     | Andrea Pierobon   |
|    | Italia (bandiera) | C     | Jonatan Roccati   |
|    | Italia (bandiera) | C     | Roberto Romualdi  |
|    | Italia (bandiera) | D     | Massimiliano Rosa |
|    | Italia (bandiera) | D     | Francesco Rossi   |
|    | Italia (bandiera) | C     | Carlo Sassarini   |
|    | Italia (bandiera) | D     | Cristian Servidei |
|    | Italia (bandiera) | A     | Gianluca Temelin  |
|    | Italia (bandiera) | C     | Stefano Vecchi    |

## Risultati

### Serie C1 (girone A)

#### Girone di andata
| Arbitro: | Banti (Livorno) |

|                   |           |                |
| Botteghi 17’, 67’ | Marcatori | 38’ Pietranera |

| Arbitro: | Battistella (Conegliano) |

|           |           |  |
| Greco 35’ | Marcatori |  |

| Arbitro: | Capozzi (Vicenza) |

|                           |           |                                  |
| Longhi 18’ Pellissier 30’ | Marcatori | 31’ (aut.) Rosa 59’ M. Andreotti |

| Arbitro: | Romeo (Verona) |

|                             |           |                                      |
| Alteri 6’, 54’ Serafini 70’ | Marcatori | 18’, 23’ Pellissier 75’ P. Andreotti |

| Arbitro: | Valensin (Milano) |

|             |           |             |
| Cerbone 29’ | Marcatori | 55’ Cribari |

| Arbitro: | Ioseffi (Siena) |

|                                                   |           |  |
| Bellucci 46’ Magnani 56’ Foggia 62’ Borriello 87’ | Marcatori |  |

| Arbitro: | Marchesi (Bergamo) |

|                                        |           |           |
| Andreotti 8’ Longhi 12’ Pellissier 21’ | Marcatori | 38’ Galli |

| Varese 21 ottobre 2001 8ª giornata | Varese              | 0 – 0 | SPAL | Stadio Franco Ossola\| Arbitro: \| Vicinanza (Albenga) \| |
| Arbitro:                           | Vicinanza (Albenga) |       |      |                                                           |

| Arbitro: | Tonolini (Milano) |

|               |           |            |
| Andreotti 16’ | Marcatori | 36’ Pisano |

| Arbitro: | Belloli (Bergamo) |

|                 |           |              |
| Trinchera 90+2’ | Marcatori | 29’ Servidei |

| Arbitro: | Ponzalli (Firenze) |

|                          |           |                                  |
| Botteghi 10’ (rig.), 78’ | Marcatori | 31’ Abbruscato 41’, 80’ Del Nevo |

| Arbitro: | Lops (Torino) |

|                    |           |                |
| Beretta 54’ (rig.) | Marcatori | 26’ Pellissier |

| Arbitro: | Rubino (Salerno) |

|                |           |  |
| Varricchio 68’ | Marcatori |  |

| Arbitro: | Tonolini (Milano) |

|                     |           |  |
| Pellissier 45’, 58’ | Marcatori |  |

| Arbitro: | Fiori (Perugia) |

|  |           |            |
|  | Marcatori | 3’ Cerbone |

| Arbitro: | Nicoletti (Macerata) |

|                |           |              |
| Pellissier 65’ | Marcatori | 55’ Guidetti |

| Arbitro: | Sacco (Civitavecchia) |

|             |           |                             |
| Testini 48’ | Marcatori | 38’ Pellissier 80’ Botteghi |

#### Girone di ritorno
| Padova 6 gennaio 2002 18ª giornata | Padova           | 0 – 0 | SPAL | Stadio Euganeo\| Arbitro: \| Rocchi (Firenze) \| |
| Arbitro:                           | Rocchi (Firenze) |       |      |                                                  |

| Arbitro: | Marchesi (Bergamo) |

|            |           |  |
| Temelin 5’ | Marcatori |  |

| Arbitro: | Stefanini (Prato) |

|            |           |  |
| Bortolazzi | Marcatori |  |

| Arbitro: | Squillace (Catanzaro) |

|                    |           |                                                      |
| Temelin 89’, 90+3’ | Marcatori | 14’, 76’ Alteri 49’ (rig.) Protti 72’ (aut.) Mignani |

| Arbitro: | Tonolini (Milano) |

|             |           |  |
| Cribari 80’ | Marcatori |  |

| Arbitro: | P.S. Mazzoleni (Bergamo) |

|             |           |                            |
| Temelin 74’ | Marcatori | 70’ Borriello 80’ Bellucci |

| Arbitro: | Brunialti (Trento) |

|            |           |                |
| Degano 48’ | Marcatori | 42’ E. Morello |

| Arbitro: | Di Renzo (Ostia Lido) |

|             |           |                |
| Temelin 24’ | Marcatori | 82’ Gasparetto |

| Arbitro: | Ferraro (Crotone) |

|                                                  |           |                |
| Fiori 16’ Pisano 48’ De Cesare 89’ Florean 90+1’ | Marcatori | 45’ Pellissier |

| Arbitro: | Romeo (Verona) |

|                                |           |           |
| Cerbone 17’, 46’ Andreotti 20’ | Marcatori | 66’ Mussi |

| Arbitro: | Pantana (Macerata) |

|            |           |  |
| Parisi 67’ | Marcatori |  |

| Arbitro: | Banti (Livorno) |

|             |           |            |
| Airoldi 45’ | Marcatori | 3’ Beretta |

| Arbitro: | Giordano (Caltanissetta) |

|  |           |             |
|  | Marcatori | 19’ Massaro |

| Arbitro: | Bergonzi (Genova) |

|                            |           |                                        |
| Chiaretti 22’ Bellotti 26’ | Marcatori | 3’ Giraldi 17’ Pellissier 33’ Botteghi |

| Arbitro: | Finazzi (Torino) |

|              |           |          |
| Botteghi 89’ | Marcatori | 85’ Sgrò |

| Arbitro: | Giannoccaro (Lecce) |

|  |           |                                             |
|  | Marcatori | 23’, 63’ Pellissier 54’ Cerbone 76’ Temelin |

| Arbitro: | Masin (Cervignano del Friuli) |

|                                       |           |                              |
| Pellissier 9’ Cerbone 53’ Temelin 82’ | Marcatori | 52’, 86’ Benfari 84’ Testini |

## Coppa Italia

### Girone E
| Arbitro: | Masiero (Venezia) |

|                |           |                                |
| Pellissier 69’ | Marcatori | 11’ Graziani 30’ Dellagiovanna |

| Poggio Rusco 19 agosto 2001 2ª giornata | Poggese             | 0 – 0 | SPAL | Stadio Comunale\| Arbitro: \| Carrer (Conegliano) \| |
| Arbitro:                                | Carrer (Conegliano) |       |      |                                                      |

| 22 agosto 2001 3ª giornata |  | – Turno di riposo Spal |  |  |

| Arbitro: | Ongaro (Rovigo) |

|                               |           |  |
| Cerbone 25’, 67’ Botteghi 63’ | Marcatori |  |

| Arbitro: | Benedetti (Vicenza) |

|                       |           |                                       |
| F. Coppola 73’ (rig.) | Marcatori | 21’, 64’ Pellissier 25’, 61’ Di Somma |

### Sedicesimi di Finale
| Arbitro: | Zambon (Padova) |

|                                 |           |                                       |
| Guidetti 66’, 90+3’ Minelli 73’ | Marcatori | 4’ Cancellato 20’ Temelin 33’ Roccati |

| Arbitro: | Mariuzzo (Venezia) |

|                        |           |                            |
| Rosa 74’ Andreotti 87’ | Marcatori | 7’, 59’ Jadid 63’ Masiello |